# Scandinavian death metal
Scandinavian death metal este o noțiune care are legătură cu trupele de death metal din Scandinavia. Cele mai dominante țări, unde genul este foarte răspândit, sunt Norvegia, Suedia și Finlanda. Danemarca este mai puțin proeminentă, doar câteva trupe cu influență fiind din această țară.